# 4600 Meadows
4600 Meadows è un asteroide della fascia principale. Scoperto nel 1985, presenta un'orbita caratterizzata da un semiasse maggiore pari a 3,0151080 UA e da un'eccentricità di 0,0898957, inclinata di 11,18837° rispetto all'eclittica.